# Jeff Hephner
Jeffrey „Jeff“ Lane Hephner (* 22. Juni 1975 in Michigan) ist ein US-amerikanischer Schauspieler.

## Leben und Karriere
Jeff Hephner wuchs in der kleinen Stadt Sand Creek im US-Bundesstaat Michigan. In der dortigen High School spielte er Football und Basketball. Des Weiteren besuchte er das Calvin College in Grant Rapids und die Ferris State University in Michigan. An der Letzteren machte er 1999 seinen Abschluss.
Seine Karriere begann Hephner mit Auftritten in den Filmen Tigerland und So How Do You Feel About Your Watch. 2002 hatte er eine kleine Rolle im Film Manhattan Love Story inne, bevor er 2004 in seiner ersten Hauptrolle in der kurzlebigen Fox-Serie The Jury als Keenan O’Brien zu sehen war. Nach Gastrollen in Criminal Intent – Verbrechen im Visier und Criminal Minds spielte er 2006 den Pat Conroy im Film Weiter Wasser. Des Weiteren verkörperte Hephner in der dritten Staffel der Serie O.C., California den Matt Ramsey. Nach dieser Rolle trat er in diversen Fernsehserien auf, bis er von 2008 bis 2009 wiederum eine Hauptrolle in der Serie Easy Money übernahm. 2009 war er auch für einen längeren Handlungsbogen in der Serie Mercy zu Gast. In der The-CW-Serie Hellcats war er von 2010 bis 2011 in einer Nebenrolle zu sehen. Seine nächste Hauptrolle war die des Ben Zajac in der auf Starz ausgestrahlten Serie Boss. Diese wurde jedoch nach zwei Staffeln abgesetzt, The Jury und Easy Money nach einer Staffel.
2013–2017 verkörperte er die Rolle des Jeff Clarke in Chicago Fire und Chicago Med. 2015 hat Hephner die Hauptrolle des John Case in Agent X inne.

## Filmografie (Auswahl)
- 2000: Tigerland
- 2002: So How Do You Feel About Your Watch (Kurzfilm)
- 2002: The Outlands (Kurzfilm)
- 2002: Manhattan Love Story
- 2003: Romantic Love (Kurzfilm)
- 2004: The Jury (Fernsehserie, 10 Folgen)
- 2005: Criminal Intent – Verbrechen im Visier (Law & Order: Criminal Intent, Fernsehserie, Folge 4x21)
- 2005: Criminal Minds (Fernsehserie, Folge 1x01)
- 2005–2006: O.C., California (The O.C., Fernsehserie, 13 Folgen)
- 2006: Weites Wasser (Fernsehfilm)
- 2006: The Wedding Album (Fernsehfilm)
- 2006: Capitol Law (Fernsehfilm)
- 2007: CSI: Miami (Fernsehserie, Folge 6x07)
- 2007: Without a Trace – Spurlos verschwunden (Whithout a Trace, Fernsehserie, Folge 6x05)
- 2008: What Makes Alex Tick (Kurzfilm)
- 2008: Nip/Tuck – Schönheit hat ihren Preis (Nip/Tuck, Fernsehserie, Folge 5x11)
- 2008: Dr. House (House, M.D., Fernsehserie, Folge 4x11)
- 2008: Cold Case – Kein Opfer ist je vergessen (Cold Case, Fernsehserie, Folge 5x15)
- 2008–2009: Easy Money (Fernsehserie, 8 Folgen)
- 2008: Shoot First and Pray You Live (Because Luck Has Nothing to Do with It)
- 2009: CSI: Vegas (CSI: Crime Scene Investigation, Fernsehserie, Folge 10x06)
- 2009: Mercy (Fernsehserie, 4 Folgen)
- 2010: Navy CIS (NCIS, Fernsehserie, Folge 7x11)
- 2010: Private Practice (Fernsehserie, Folge 3x13)
- 2010: Ghost Whisperer – Stimmen aus dem Jenseits (Ghost Whisperer, Fernsehserie, Folge 5x18)
- 2010: Drop Dead Diva (Fernsehserie, Folge 2x04)
- 2010: Die 19te Frau (The 19th Wife, Fernsehfilm)
- 2010–2011: Hellcats (Fernsehserie, 13 Folgen)
- 2011: Castle (Fernsehserie, Folge 3x12)
- 2011–2012: Boss (Fernsehserie, 18 Folgen)
- 2012: CSI: NY (Fernsehserie, Folge 9x04)
- 2013: King & Maxwell (Fernsehserie, Folge 1x06 & 1x10)
- 2013: Free Ride
- 2013–2017: Chicago Fire (Fernsehserie, 20 Folgen)
- 2014: Interstellar
- 2014: Madam Secretary (Fernsehserie, Folge 1x02)
- 2015: Agent X (Fernsehserie, 10 Folgen)
- 2016: Code Black (Fernsehserie, 5 Folgen)
- 2016–2017: Chicago Med (Fernsehserie, 16 Folgen)
- 2018: Mars (Fernsehserie, 6 Folgen)
- 2018: Queen of the South (Fernsehserie, Folge 3x09)
- 2018. The Papes
- 2018: Peppermint: Angel of Vengeance (Peppermint)
- 2019: An Acceptable Loss
- 2019: Love Takes Flight
- 2019–2020: Almost Family (Fernsehserie, 5 Folgen)
- 2021–2022: For All Mankind (Fernsehserie, 4 Folgen)
- 2023: Oppenheimer
- 2024: Eric (Miniserie)